# Grúz női labdarúgó-válogatott
A grúz női labdarúgó-válogatott képviseli Grúziát a nemzetközi női labdarúgó eseményeken. A csapatot a grúz labdarúgó-szövetség szervezi és irányítja. A női válogatott szövetségi kapitánya Teimuraz Szvanadze.
A grúz női nemzeti csapat még egyszer sem kvalifikálta magát világbajnokságra, Európa-bajnokságra illetve az olimpiai játékokra.

## Nemzetközi eredmények

### Világbajnoki szereplés
| Év       | Helyszín         | Eredmény      | Hely | M | Gy | D | V | Rg | Kg | Gk | P |
| -------- | ---------------- | ------------- | ---- | - | -- | - | - | -- | -- | -- | - |
| 1991     | Kína             | nem indult    | –    | – | –  | – | – | –  | –  | –  | – |
| 1995     | Svédország       | nem indult    | –    | – | –  | – | – | –  | –  | –  | – |
| 1999     | Egyesült Államok | nem indult    | –    | – | –  | – | – | –  | –  | –  | – |
| 2003     | Egyesült Államok | nem indult    | –    | – | –  | – | – | –  | –  | –  | – |
| 2007     | Kína             | nem indult    | –    | – | –  | – | – | –  | –  | –  | – |
| 2011     | Németország      | nem jutott be | –    | – | –  | – | – | –  | –  | –  | – |
| 2015     | Kanada           |               |      |   |    |   |   |    |    |    |   |
| Összesen | Összesen         | 0 / 6         |      | – | –  | – | – | –  | –  | –  | – |

### Európa-bajnoki szereplés
| Év       | Helyszín            | Eredmény      | Hely | M | Gy | D | V | Rg | Kg | Gk | P |
| -------- | ------------------- | ------------- | ---- | - | -- | - | - | -- | -- | -- | - |
| 1984     | –                   | nem indult    | –    | – | –  | – | – | –  | –  | –  | – |
| 1987     | Norvégia            | nem indult    | –    | – | –  | – | – | –  | –  | –  | – |
| 1989     | NSZK                | nem indult    | –    | – | –  | – | – | –  | –  | –  | – |
| 1991     | Dánia               | nem indult    | –    | – | –  | – | – | –  | –  | –  | – |
| 1993     | Olaszország         | nem indult    | –    | – | –  | – | – | –  | –  | –  | – |
| 1995     | Németország         | nem indult    | –    | – | –  | – | – | –  | –  | –  | – |
| 1997     | Norvégia Svédország | nem indult    | –    | – | –  | – | – | –  | –  | –  | – |
| 2001     | Németország         | nem indult    | –    | – | –  | – | – | –  | –  | –  | – |
| 2005     | Anglia              | nem indult    | –    | – | –  | – | – | –  | –  | –  | – |
| 2009     | Finnország          | nem jutott be | –    | – | –  | – | – | –  | –  | –  | – |
| 2013     | Svédország          | nem jutott be | –    | – | –  | – | – | –  | –  | –  | – |
| Összesen | Összesen            | 0 / 11        | –    | – | –  | – | – | –  | –  | –  | – |

### Olimpiai szereplés
| Év       | Helyszín       | Eredmény      | Hely | M | Gy | D | V | Rg | Kg | Gk | P |
| -------- | -------------- | ------------- | ---- | - | -- | - | - | -- | -- | -- | - |
| 1996     | Atlanta        | nem indult    | –    | – | –  | – | – | –  | –  | –  | – |
| 2000     | Sydney         | nem indult    | –    | – | –  | – | – | –  | –  | –  | – |
| 2004     | Athén          | nem indult    | –    | – | –  | – | – | –  | –  | –  | – |
| 2008     | Peking         | nem indult    | –    | – | –  | – | – | –  | –  | –  | – |
| 2012     | London         | nem jutott be | –    | – | –  | – | – | –  | –  | –  | – |
| 2016     | Rio de Janeiro |               |      |   |    |   |   |    |    |    |   |
| Összesen | Összesen       | 0 / 5         |      | – | –  | – | – | –  | –  | –  | – |

## Lásd még
- Grúz labdarúgó-válogatott